# Dumpling

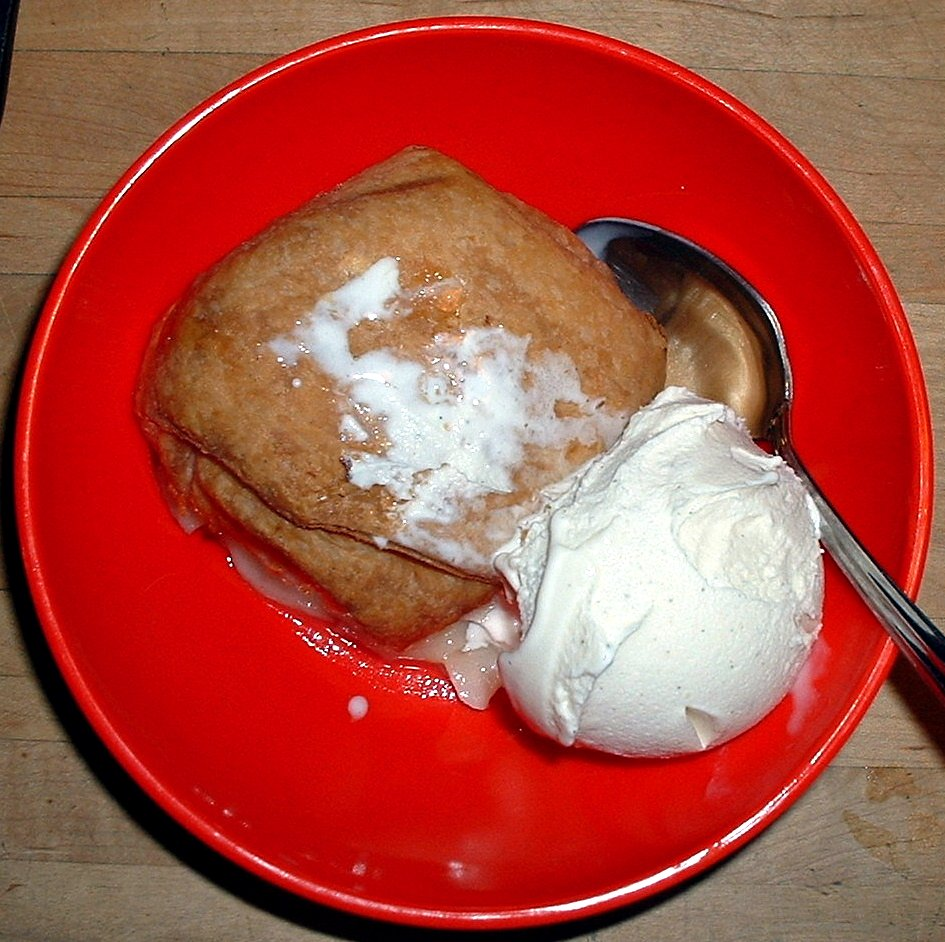
Un dumpling de manzana servido con helado de vainilla.

Los dumplings son trozos de masa, a veces rellenos, que se cuecen en un líquido, como agua, sopa o masa dulce envuelta sobre frutas, verduras, carnes o pescados, y que pueden ser horneados. Se elaboran con harina, patata, pan o matzá y pueden incluir carne, pescado o dulce, tanto en relleno como mezclados con la masa, y pueden ser dulces o picantes. Se toman solos, en sopa o estofado, con gravy o de otras formas. Mientras algunas recetas parecen masas sólidas cocidas en agua, como los ñoquis, otras parecen albóndigas con una corteza de masa fina, como los wontons.

## Europa

### Reino Unido e Irlanda
Los dumplings salados hechos de bolas de masa forman parte de la gastronomía tradicional británica e irlandesa. Los dumplings más simples se hacen con el doble (en peso) de harina con levadura que de sebo, mezclados con agua fría para hacer la masa, condimentada con sal y pimienta. Se echan bolas de ésta en estofado o sopa hirviendo, o en una cazuela. Quedan medio sumergidas en el caldo y crecen, medio cociéndose y medio vaporizándose unos 10 minutos aproximadamente. Los dumplings así cocidos quedan esponjosos por dentro y húmedos por fuera. La masa puede condimentarse con hierbas, o rellenarse con queso.
El dumpling de Norfolk se hace sin grasa, solo con harina y levadura. Los dumplings de Cotswold incluyen pan rallado y queso, y las bolas de masa se recubren de más pan rallado y se fríen en lugar de cocerse en una sopa o estofado.
Estos dumplings de masa fermentada, cuando se endulzan y elaboran con fruta seca y especias, pueden cocerse en agua para obtener un postre. En Escocia se llaman clootie dumplings, por la prenda de vestir.

### España

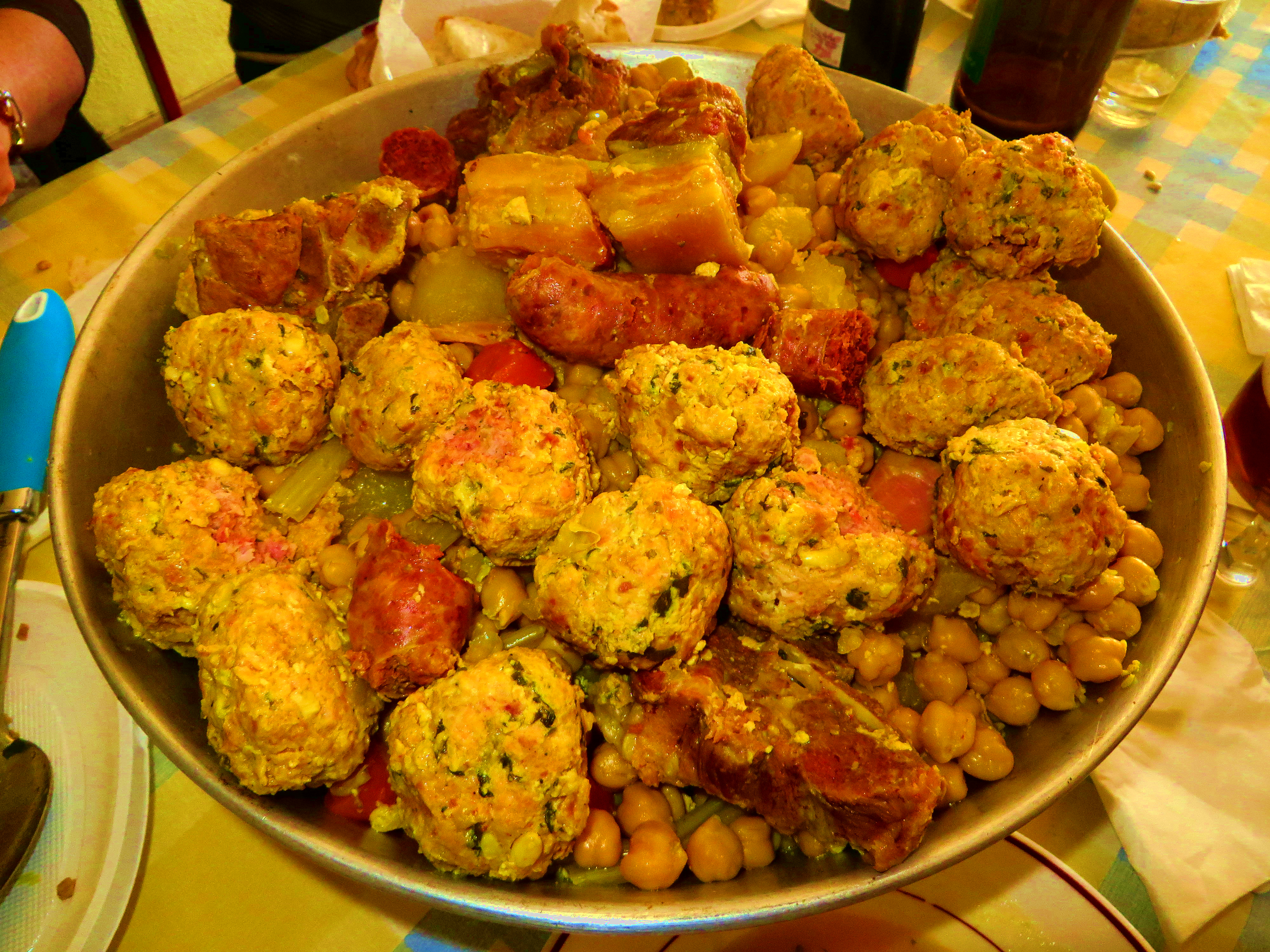
Cocido murciano con pelotas.

En España, se añaden tradicionalmente dumplings llamados pelotas, relleno o picao a cocidos de diversas regiones como el cocido madrileño, los cocidos de pelotas de la zona de Levante y los potes de la Cornisa Cantábrica. Se forman las pelotas con una masa a base de pan rallado y huevo que se puede mezclar con carne del cocido desmenuzada, y se cuecen en el caldo.
En Galicia el bolo do pote es una comida tradicional que se suele hacer a la vez que el cocido gallego. Se trata de una masa hecha con harina de maíz y algo del caldo del cocido a la que se puede añadir algo de panceta, chorizo, cebolla u otros ingredientes generalmente sofritos primero. Se amasa, se hacen pequeñas bolas que pueden caber en la mano y se cuecen en el cocido hasta que las bolos flotan. Tanto el cocido como los bolos do pote son platos típicos de algunas épocas del año como el Carnaval, llamado Entroido en gallego.

### Italia

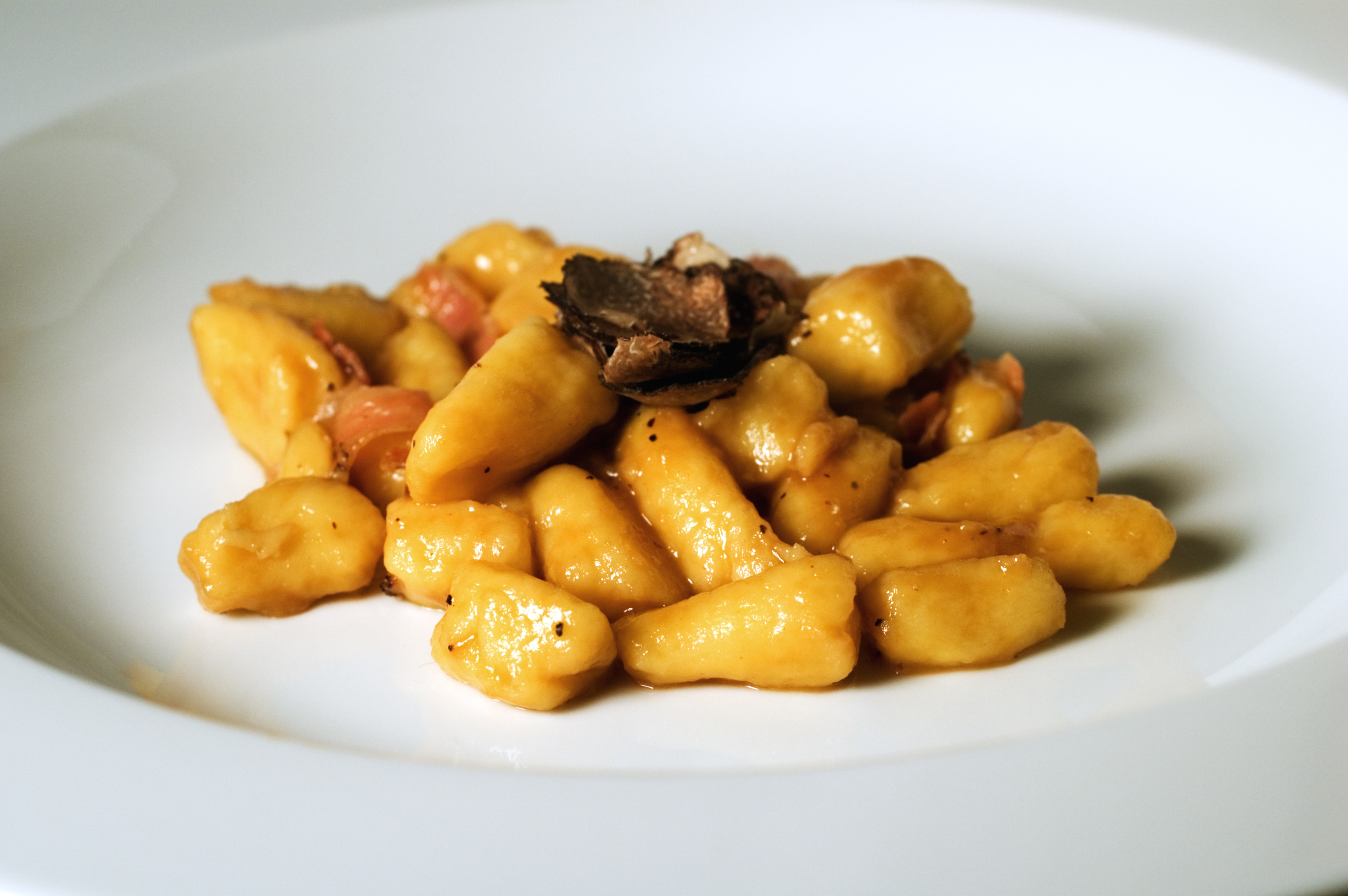
Ñoquis con aroma de pollo, panceta y trufa fresca de Périgord.

Los raviolis y los tortellini cumplen la definición básica de dumpling: son bolsillos de pasta alrededor de diversos rellenos (queso, setas, espinacas, marisco o carne). En lugar de hacerse a partir de una bola de masa, éste se estira, se corta con la forma deseada, se rellena y entonces se cierra doblándola alrededor del relleno. Los ñoquis (en italiano gnocchi, literalmente ‘bultos’) se hacen de una mezcla de huevo con patata, sémola (de trigo), harina o requesón (ricotta, con o sin espinacas). Se cuecen en agua y se sirven con mantequilla fundida, queso rallado o alguna salsa.

### Escandinavia
En Noruega los dumplings tienen una enorme variedad de nombres, debido a que los dialectos del país difieren mucho. Entre ellos están: potetball, klubb, kløbb, raspeball, komle, kumle, kompe, kumpe, kodla, kudle, klot, kams, ball, baill, komperdøse, kumperdøse, kompadøs, ruter, ruta, raskekako, risk, klotremat, krumme y kromme. Suelen hacerse con patata y diversos tipos de harina, y se hierven. Ocasionalmente pueden tener carne de cerdo, como panceta, en el centro. En algunas zonas es común acompañarlos con sirope.
En Suecia los dumplings de patata tienen principalmente dos nombres. En las regiones del norte suelen llamarse palt o pitepalt, van rellenos de cerdo en salazón y se comen con mantequilla fundida y mermelada de arándano rojo. En el sur y en Öland se llaman kroppkaka y suelen rellenarse de cerdo ahumado, cebolla cruda y pimienta molida gruesa, sirviéndose habitualmente con crema y mermelada de arándano rojo. En Öland, la costa sureste y el norte los dumplings se hacen principalmente con patata cruda, mientras en el sur del continente se emplean principalmente patatas cocidas. Los dumplings de harina para usar en sopas se llaman klimp.

### Centro de Europa
En Alemania, Hungría, Austria, Polonia, República Checa y Eslovaquia existe una amplia variedad de dumplings, tanto dulces como salados. Reciben el nombre de Klöße en el norte de Alemania y Knödel, Nockerl o Knöpfle en el sur de Alemania y Austria.
Los dumplings más comunes son de harina, delgados o gruesos, hechos con huevo y sémola y hervidos en agua. También se hacen dumplings de carne (llamados Klöpse en el noreste de Alemania y Knöpfe o Nocken en el sur), conteniendo carne o hígado. Estos últimos se añaden con frecuencia a la sopa. Los dumplings de carne alemanes más famosos son los Königsberger Klopse, que contienen anchoas o arenques en salazón y se toman con salsa de  alcaparras. Los Thüringer Klöße se hacen con patata cruda o cocida, o con una mezcla de ambas, y se rellenan frecuentemente con croûtons. Los dumplings de pan se hacen con pan blanco y a veces se les da forma de rebanada de pan. Se cuecen en una servilleta, por lo que pueden conocerse como Serviettenknödel (‘dumplings servilleta’).
Los Maultaschen son una especialidad de Baden-Wurtemberg (Suabia) consistentes en una capa exterior de pasta con un relleno tradicionalmente hecho de carne picada (aunque hay variantes sin carne), espinacas, pan rallado y cebolla, y condimentado con diversas especias. Tienen una apariencia similar a los raviolis, pero suelen ser mayores, de unos 8-12 cm de ancho.
En Gastronomía de Hungría los dumplings se denominan galuska o nokedli, consistiendo en bolitas de masa cortadas de una masa de harina gruesa y huevo batido, y hervidas en agua, parecidos a los Spätzle, Knöpfle o Knödel alemanes. Los dumplings dulces se hacen rebozando con masa de harina y patata higos o albaricoques enteros, hirviéndolos y cubriéndolos con pan rallado en mantequilla caliente. Los shlishkes o krumplinudli son dumplings pequeños de patata hervidos que se elaboran con la misma masa y la misma receta que los dulces de fruta, y también se cubren con pan rallado en mantequilla caliente.
En la República Checa los dumplings se llaman knedlíky y en Gastronomía de Eslovaquia knedličky. Pueden hacerse con pan (houskové) o patata (bramborové). Estos dumplings, junto al cerdo y el chucrut, son parte del plato nacional checo, el vepřo knedlo zelo, y del eslovaco, el bryndzové halušky. Consiste en pequeños dumplings sin relleno servidos con queso de oveja salado encima. Los mismos dumplings se usan para crear un plato parecido, el strapačky. También se encuentra una versión rellena parecida llamada pirohy, normalmente rellena con bryndza (bryndzove pirohy), queso quark, patata, cebolla, repollo, setas o carne.

#### Museo delKloßde patata
En Alemania, cerca de Weimar, está el único museo del dumpling de patata (una especialidad llamada Kartoffelkloß o Kartoffelknödel en alemán) del mundo, el Thüringer Kloßmuseum.

### Este de Europa

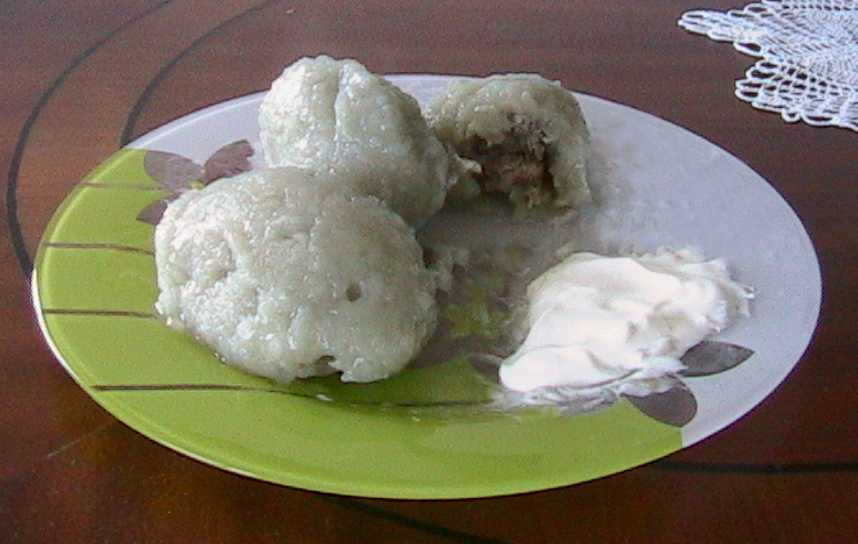
Didžkukuliai, dumplings lituanos de patata.

Los pierogi de Polonia, o pelmeni en Rusia y Ucrania, son dumplings parecidos a raviolis con relleno dulce o salado. Suelen hervirse, y a veces se fríen antes de servirse. A menudo se sirven con abundante crema agria. Los kluski son una variedad diferente de dumplings polacos.
Las ‘orejitas’, llamadas uszka en Polonia, ushki (ушки) en Rusia, vushka (вушка) en Ucrania y vushki (вушкі) en Bielorrusia, son dumplings doblados con forma de anillo parecidos a los tortellini italianos o los kreplach judíos. Se rellenan con carne o setas y tradicionalmente se sirven en borshch o sopa clara. En Rumania se llaman urechiuşe y se sirven también en sopa (supă de găluşte).
En Lituania los dumplings de masa se llaman koldūnai y virtiniai. Suelen rellenarse con carne o cuajada. Una de sus variedades se llama šaltanosiai y se rellenan con arándano. También hay dumplings de patata llamados cepelinai o didžkukuliai, rellenos con carne o cuajada y servidos con crema agria.
En Rusia el tipo más común de dumpling es el pelmeni, que suele rellenarse con carne, tradicionalmente una mezcla de cerdo, ternera y cordero (o carne de caza). También se conocen pelmeni de pescado.
En Siberia, especialmente populares entre los buriatos, están los dumplings llamados pozi (buuz en mongol, del en chino, 包子; pinyin, bāozi). Suelen elaborarse con masa sin levadura, aunque también se hacen con ella. El relleno tradicional es la carne, cambiando el tipo de carne y la forma de prepararla. En Mongolia se prefiere el cordero, que se trocea en lugar de picarse, siendo más populares en Rusia las mezclas de cerdo y vaca. A diferencia de la mayoría de los dumplings europeos, el poza se cuece al vapor en lugar de hervirse.
También son populares dumplings importados como el samsa (relacionado con el samosa indio), el cheburiki y el belyashi.

### Cáucaso

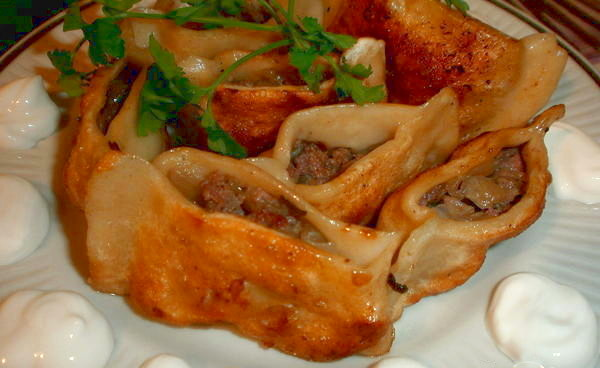
Boraki.

En Armenia el mantı relleno de carne se sirve típicamente con yogur o crema agria, acompañándose con sopa clara. El mantapour es una sopa de ternera armenia con mantı. El dushbara es una sopa azerí con diminutos dumplings rellenos de cordero. El khinkali (en georgiano ხინკალი) es un mantı georgiano normalmente relleno de carne condimentada.
El boraki (en armenio Բորակի) es un tipo de dumplings frito armenio. La principal diferencia del boraki con el pelmeni tradicional es que la carne picada se fríe primero, moldeando pequeños cilindros abiertos por arriba, que se cuecen ligeramente en caldo y entonces vuelven a freírse. El boraki se sirve guarnecido con yogur y ajo picado.

## Estados Unidos
Varios tipos de dumplings son populares en los Estados Unidos. El chicken and dumplings (denominado localmente chicken-and-dumplins) se prepara cociendo trozos de masa pequeños cortados a mano en caldo de pollo con varias verduras, y sirviéndolos como una sopa espesa. Como otros dumplings salados del sur de Estados Unidos, estos dumplings de Kentucky no se rellenan, siendo simples trozos de masa. Parte de la harina se desprende de la superficie del dumpling y actúa como espesante, lo que les da una textura parecida al estofado. Se sirven a menudo como parte del burgoo, una especialidad regional popular.
Los dumplings al horno son populares en la cocina estadounidense. Estos dumplings dulces se elaboran envolviendo fruta, con frecuencia un pastel de manzana completo, en masa y horneándolos hasta que se doran y el relleno está tierno. Como alternativa al simple horneado, estos dumplings pueden rodearse de salsa dulce en el molde del horno, rociándose con el jugo durante la cocción. Para el dumpling de manzana son populares las salsas de azúcar moreno, caramelo y canela.
Los dumplings hervidos se hacen con harina hasta obtener una masa. Se usa una olla con caldo de pollo o pavo para cocerlos. El grosor y espesor de los dumplings quedan a criterio del cocinero. El tamaño no afecta al sabor pero sí a la densidad. Es opcional servirlos con carne en el plato o como guarnición.
Los dumplings puede hacerse con huevo, leche y levadura, o solo con harina y agua. Los rolled dumplings se estiran y cortan en trozos pequeños antes de cocinarse, mientras a los dropped dumplings se les da forma de bolas pequeñas.
Los dumplings de tortilla se hacen con tortillas y rellenos, hirviéndolos en una olla de caldo. Son populares en el sur las variedades de pollo, pavo, fresa, manzana, jamón e incluso judía blanca.
En las montañas Allegheny del centro de Pensilvania, el pot pie es una masa estirada de harina y caldo (normalmente de jamón), cortada en cuadrados y cocida con la carne en el caldo, habitualmente añadiendo patatas.

## Norte, Centro y Sur de América
En México una variedad similar hecha con masa o harina de maíz nixtamalizada (sometida a cocción en medio alcalino) se llama tamal, data de épocas precolombinas y se les encuentra en casi todas las regiones del País y se acostumbra rellenarlos de productos dulces o bien salados como carne, mole con pollo, queso, mezclas de algunos vegetales y frutos además de picante, estos se envuelven en hojas de maíz secas y se someten a cocción al vapor por un tiempo considerable hasta obtenerse una masa esponjosa. Hay regiones que acostumbran preparar la pasta añadiendo un poco de cenizas y envolverlos en hojas de maíz llamadas Corundas. Hay muchas otras variedades como el zacahuil de la huasteca caracterizado por su gran tamaño pues llega a pesar hasta 15 kg.
Los jamaicanos fueron los primeros en crear dumplings en el Caribe, que eran de influencia inglesa. Una receta simple consiste en elaborar una masa espesa con harina con levadura, agua y sal, que se fríe en una sartén hasta dorarla. Como los dumplings ingleses, tienen una textura tierna y esponjosa. La receta terminó difundiéndose por el Caribe y alcanzó las Antillas Menores: Barbados, Trinidad, Granada, y también el extremo oriental de la República Dominicana, donde el plato se conoce como domplin y fue introducido por los inmigrantes que acudieron a trabajar en la industria azucarera. Hay también un tipo de dumpling que se pone en el estofado de pollo. En Haití hay un plato similar en el que el dumpling se amasa con forma de bola o tronco y luego se hierve en diversas sopas, recibiendo a veces el nombre de bouillion.
En Jamaica hay dos formas de dumplings: fritos (fry dumplins) y hervidos (bwoil dumplins).[cita requerida] Ambos tipos se hacen con harina, blanca o de trigo, mezclándose a menudo la primera con un poco de harina de maíz. Estos dumplings se sirven a menudo con diversos platos como el akí y bacalao, los riñones, el hígado de caballa en salazón, etcétera y a menudo saben mejor cuando se refríen. Un dumpling refrito suele prepararse el día después de preparar uno cocido, que se corta finamente antes de freírlo, lo que le proporciona una capa exterior ligeramente crujiente y un centro más tierno. Un dumpling frito de harina blanca es dorado y se parece mucho a un rollito, sustituyendo a menudo al dumpling cocido, pero tomándose la mayor parte de las veces como desayuno.
En Chile existe un plato llamado pantrucas que consiste en trozos planos, alargados e irregulares de masa, a veces con perejil fresco, hervida en una sopa. Además, en la cocina del sur, en particular en la de Chiloé existen empanadas de manzana hervidas, que reciben diversos nombres.
En Perú existen diversos platos que pueden considerarse dumplings, aunque dicho nombre no se utiliza localmente. Las papas rellenas consisten en patatas machacadas aplanadas en la palma de la mano y rellenas con una mezcla de ingredientes salados, normalmente carne salteada (de ternera, cerdo o pollo), cebolla y ajo. Se condimentan con comino, ají, pasas, cacahuetes, aceitunas y huevo duro picado o en rodajas. Tras rellenar la patata se forman bolas, se enharinan y se fríen en aceite caliente. Las papas rellenas suelen acompañarse con una salsa de cebolla hecha con cebolla en rodajas, zumo de lima, aceite de oliva, sal, pimienta y pimiento fresco en rodajas. El mismo plato también puede hacerse con marisco. Los dumplings dulces peruanos son las yuquitas, los picarones y las tumbiresas.
En Panamá y Colombia, existen platos a base de yuca conocidos como carimañolas que también pueden considerarse dumplings. 
En la ciudad de Maracaibo, al oeste de Venezuela, se hacen al menos tres platos que podrían considerarse dumplings. Unas bolitas de masa de yuca fritas rellenas de queso, parecidas a las carimañolas colombianas, pero conocidas en esa ciudad como papitas por su forma completamente circular. Igualmente se preparan unas bolitas de harina de maíz rellenas de carne molida de res que primero se hierven en agua y luego son sofritas en una salsa hecha a base de tomates, cebollas y ají dulce, conocidas como bollitos pelones. También se hacen una especie de tamales de masa de maíz rellenos de carne de cerdo guisado y envueltos en hoja de plátano con forma semi-cuadrada que son conocidos como bollitos de hoja. Igualmente, en el estado Bolívar, principalmente en la población de El Callao y sus alrededores, se conoce al "domplin" como un plato típico de la región, el mismo se acostumbra preparar frito.

## Asia y Oriente Medio

### China

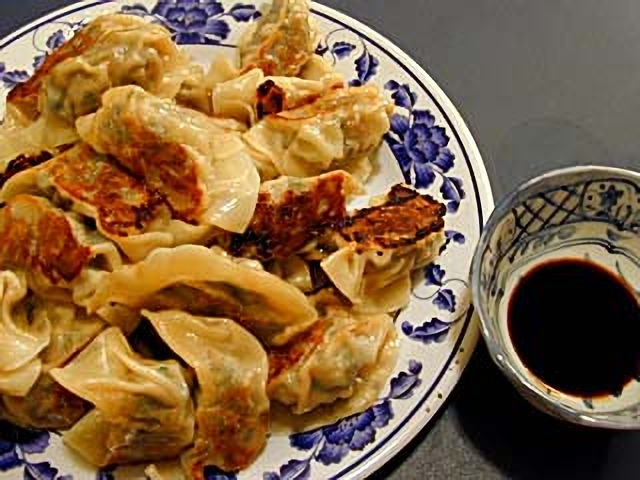
Un plato de jiaozi frito.

El jiaozi (en chino tradicional, 餃子; en chino simplificado, 饺子) es un dumpling chino común que consiste generalmente en carne y verduras picadas finas y envueltas por un trozo fino y elástico de masa. Entre los rellenos populares se cuentan el cerdo picado, la ternera picada, el pollo picado, la gamba e incluso el pescado. También son populares mezclas como cerdo con repollo chino, cerdo con cebollino, cerdo y gamba con verdura, cerdo con cebolleta, cebollino con huevo revuelto, etcétera. Las mezclas de relleno varían según los gustos personales y la región. El jiaozi suele hervirse o cocerse al vapor, y es un plato tradicional en la Nochevieja china, el 5.º día del año nuevo chino y en reuniones familiares especiales. Las familias enteras se reúnen para elaborarlos, y también se toman para despedir a familiares y amigos. En el norte de China, los dumplings se comen con una salsa para mojar hecha con vinagre y aceite o pasta de guindilla, y ocasionalmente con algo de salsa de soja añadido.
Si se ponen planos en una sartén, cociéndolos primero al vapor con una tapa en una pequeña cantidad de agua y friéndolos luego en aceite cuando ésta se ha evaporado, se llaman guotie (en chino tradicional, 锅贴).
Los wontons (en chino, 云吞en chino tradicional, 餛飩) son otro tipo de dumplings, típicamente cocidos en un caldo o sopa clara y hechos con un relleno cárnico. La cubierta exterior es diferente (más gruesa y menos elástica) a la del jiaozi.[cita requerida] Son más populares en el sur de China (Shanghái y Guangdong etcétera) y Hong Kong, mientras en el norte se prefiere el jiaozi.
Otro tipo de dumpling chino es el zongzi (en chino tradicional, 糭子; en chino simplificado, 粽子), hecho con arroz glutinoso. Se elaboran con forma triangular o cónica, y se rellenan con pasta de judía roja, dátil chino o carne curada según la región. Los dumplings de arroz glutinoso se toman tradicionalmente durante la fiesta de Duan Wu.
La cocina china también tiene dumplings dulces, siendo comunes los tangyuan, que son pequeños, se elaboran con harina de arroz glutinoso y se rellenan con sésamo dulce, cacahuete o pasta de judía roja, pudiéndose también dejar sin rellenar. Los tangyuan se comen el 15.º día del año nuevo chino o en la Fiesta de las Linternas. También hay otros tipos de dumplings, como el har kao, siew mai, la ‘cesta de pequeños panecillos’ (xiaolongbao), el bollo de cerdo y el dumpling cristal.

### Himalaya
En Nepal, el Tíbet y Sikkim los dumplings al vapor conocidos como momo (o momo-cha) son un aperitivo popular. Se parecen al jiaozi chino y el mantı del centro de Asia. El plato es originario del Tíbet y probablemente fuera llevado por los refugiados tibetanos a Nepal durante los años 1950. También se dice que los comerciantes newaríes de Katmandú que traficaban con el Tíbet llevaron este plato a Nepal antes de la llegada de los refugiados tibetanos. En su elaboración se emplean muchos rellenos diferentes, tanto de carne como vegetarianos. Actualmente Katmandú es famoso por su momo, uno de los platos más apreciados allí.

### India
En la India se encuentra varios platos que pueden considerarse dumplings:
- El gujhia (hindi) es un dumpling dulce hecho con harina de trigo y relleno de khoya.
- El fara (hindi) es famoso en el norte del país y también parece un dumpling. Se hace con harina de trigo y un relleno de lentejas y similares.
- El karanji (maratí y oriya) o kajjikayi (canarés y telugú) es un dumpling dulce frito hecho con harina de trigo y relleno de dulces de coco seco o húmedo. Es un plato popular en Maharastra, Orissa y el sur del país.
- La pitha (oriya, bengalí y asamés) es una receta salada rellena que se cuece al vapor o se fríe. Hay una amplia variedad de pithas disponible en el este y norte de la India.
- El modak (maratí), modhaka (canarés) o modagam (tamil) es otro dumpling popular en el oeste y sur del país, cuyo relleno se hace con coco y jaggery o azúcar, mientras la envoltura se hace de masa de arroz al vapor. Se come caliente con ghi.
- El kozhakkattai (tamil) o kadabu (canarés) es otro plato del sur del país que puede ser dulce, salado o picante. La corteza exterior siempre es de masa de arroz hervido pegajosa. En la versión dulce se usa un relleno dulce hecho con coco, lentejas hervidas y jaggery, mientras en la versión salada se emplea una mezcla de lentejas rajadas al vapor, chiles y algunas especias suaves.
- El ada (malayalam) es otra receta dulce del sur de la India originaria de Kerala. Se elabora mezclando ralladura de coco con azúcar o jaggery y envolviendo con la masa de arroz antes de cocer al vapor.

### Indonesia
En Indonesia se llama siomay a dumplings de pescado servidos con salsa de cacahuete. Otros tipos de dumplings se llaman pangsit y consisten en wontons cocidos al vapor, hervidos o fritos, usados a menudo para acompañar al bakmi ayam o fideos de pollo. Los dumplings indonesios fueron llevados al país por inmigrantes chinos.

### Japón

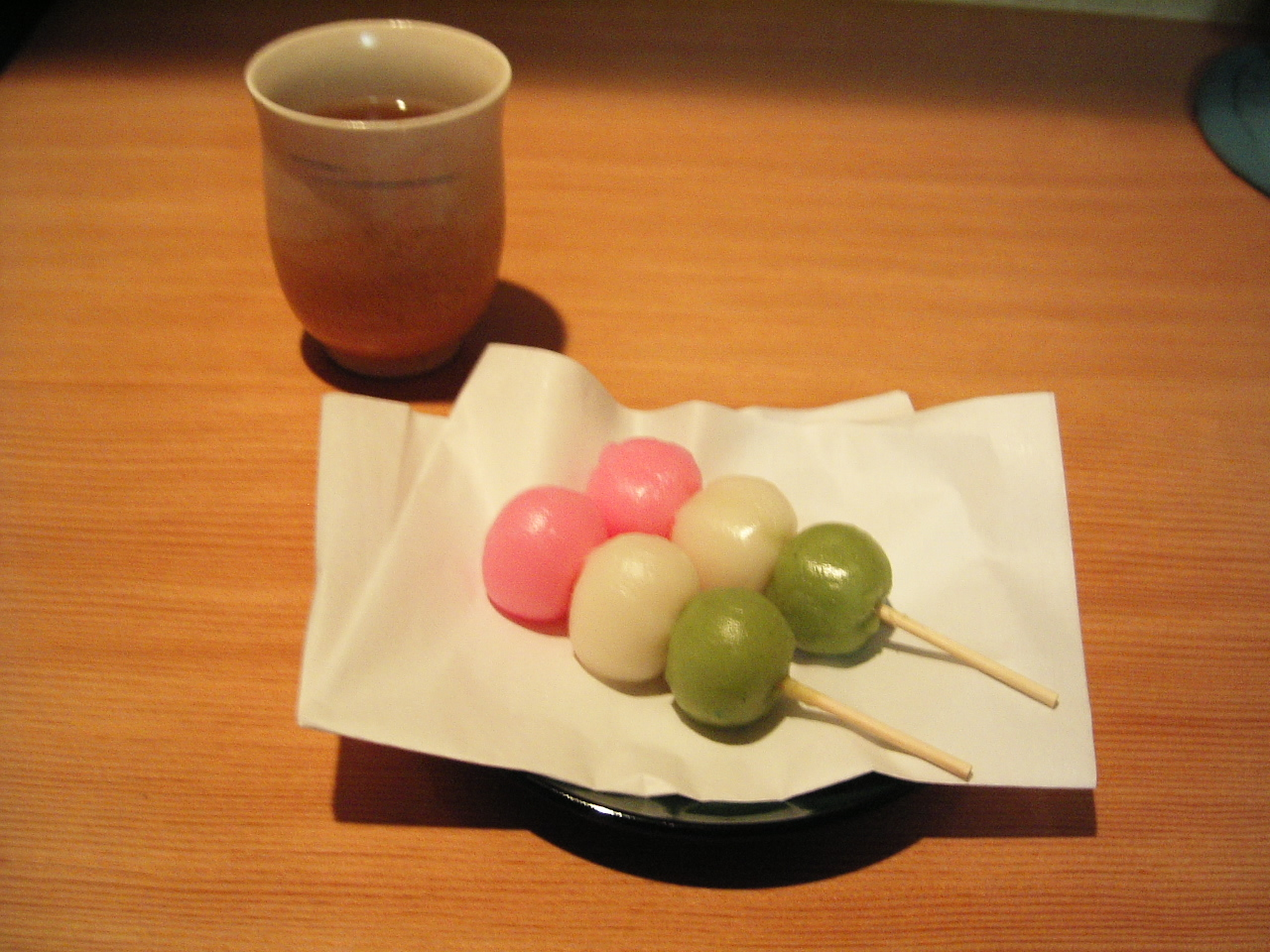
Bocchan dango.

Los dumplings japoneses hechos con huevo y comidos con dashi se conocen como akashi no tamagoyaki. Dumplings de forma parecida, pero con pulpo (o a veces konnyaku) y condimentado con beni shōga (jengibre encurtido), negi (cebolleta) y otros ingredientes, son un plato de Kansai conocido como takoyaki.
El gyōza es la versión japonesa del jiaozi (饺子) chino. El dango es un dumpling hecho de harina de arroz que se sirve a menudo con té verde.
También tienen una versión del baozi (originario de China) llamada Nikuman.

### Kazajistán
El mantı (también manty o mantu) es un dumpling al vapor típico de Kazajistán. Contiene una mezcla de cordero (o buey) picado condimentada con pimienta negra y envuelto en masa. El mantı se cocina en una vaporera de múltiples niveles y se sirve cubierto con mantequilla, yogur, crema agria o salsa de cebolla. Estos dumplings son populares en todo el centro de Asia, incluyendo Kirguistán, Tayikistán y Uzbekistán.

### Corea
En Corea los dumplings se llaman mandu (만두). Se rellenan típicamente con una mezcla de ingredientes, incluyendo cerdo picado, kimchi, verduras, fideos celofán, etcétera. El mandu puede cocerse al vapor, freírse o hervirse. También puede usarse para hacer una sopa llamada mandu guk.